# Губчак Михайло Ігнатович
Миха́йло Ігна́тович Губчак (1866, Калуш — 22 травня 1926, Станиславів) — український громадський і театральний діяч, журналіст, публіцист, редактор. Директор Театру «Руської Бесіди» у 1901—1905 роках.

## Життєпис
Народився 1866 року в Калуші.
Після закінчення української гімназії у Львові вступив на теологічний факультет Львівського університету. Проте священиком не став — ще за студентських часів зайнявся громадською і журналістською діяльністю. Працював у газеті Діло, був редактором «Свободи», працював у львівській «Просвіті».
У 1901 став директором Театру «Руська бесіда». «На цьому посту залишався до 1905 року, але внаслідок внутрішнього конфлікту, на який зреагував навіть І. Франко, змушений був відійти від керівництва театром.»
В ті роки театр переживав нелегкі часи, про що красномовно свідчить лист Михайла Ігнатовича, написаний ним на ім'я Марії Старицької:
|  | Високоповажна Марія Михайловна! Приходжу до Вас ось з таким ділом: один одинокий український театр товариства «Руська Бесіда» у Львові, котрого я є директором, потребує конче режисера і то режисера доброго. Позаяк Ви мені розказували, що сим ділом занимались і може занимаєтеся у Києві, приходжу до Вас з предложениєм, чи Ви не схотіли би се становисько зайняти у нашому одинокому театрі за границею. Сли се моє предложениє засміле, прошу простити сій моїй смілости, а евентуально подати раду до кого з сим прошенєм можна би звернутися. Условія нашого театру тяжкі, бо сталого місця дотепер не маємо та мусимо товчися по городам і містечкам, але ж бо і годі, щоби на кілька мільйонів нас за границею не мали ми свого театру. Я з'їхав тепер з театром на границю до Підволочиська і туда прошу подати мені відповідь, а евентуально і условія платні. Коли би у мене був час, я радо скочив би бодай на день-два до Києва. Пересилаю низький поклін Вашим Високоповажним Родичам і Родині та остаю з високим поважанєм. Михайло Игнатович Губчак, директор театру. |

1905 р. М. Губчак одружився і переїхав на постійне місце проживання у Станіслав, де працював заступником голови товариства «Дністер» до початку Першої світової війни.
1915 року під час бойових дій потрапив у полон до росіян і був засланий у Сибір («губ. Томськ. Буйнськ коло Барнаулу»).
Повернувся у 1918 році. «Після повернення працював, ледве заробляючи на прожиття. Кілька років займався промислом, потім став секретарем Союзу промислових стоваришень.»
Помер у Станиславові (нині — Івано-Франківськ) 22 травня 1926 року.